# Soffitto di cotone
Il termine soffitto di cotone (dall'espressione inglese cotton ceiling) è una metafora che si riferisce al cotone della biancheria intima come una barriera di privilegio in modo similare al "soffitto di cristallo" ed è quindi ulitizzato per rappresentare la volontà che una persona transgender può avere di cercare relazioni sessuali con persone lesbiche o gay o eterosessuali non attratte dal sesso biologico di appartenenza della stessa persona transgender.

## Origine
L'espressione è stata coniata dalla porno attrice Drew DeVeaux, donna transgender e transattivista canadese, con un gioco di parole sul termine pre-esistente "soffitto di cristallo".

## Interpretazioni
Il soffitto di cristallo rappresenta una non accettazione del concetto di orientamento sessuale come attrazione basata sul sesso biologico e non sul genere di identificazione.
La espressione "soffitto di cotone" è ampiamente riconosciuta come lesbofobica, omofoba e appartenente alla cultura dello stupro.

## Diffusione
L'espressione è più ampiamente utilizzata e diffusa per riferirsi al rifiuto di una donna lesbica di avere un rapporto sessuale con una donna trans in quanto biologicamente uomo.
Il rifiuto delle donne lesbiche a questa nuova forma di "terapia di conversione" ha avuto una reazione negativa da parte dei transattivisti che in alcuni casi è sfociata in violenza fisica.
Poiché il termine "soffitto di cotone" è per lo più utilizzato per attaccare donne lesbiche, si sta diffondendo recentemente l'espressione "boxer ceiling" o "soffitto di boxer" in riferimento al rifiuto di uomini gay di rapporti sessuali con uomini trans in quanto biologicamente donne.
Il transattivismo protesta anche contro la non accettazione da parte di uomini eterosessuali di relazioni sessuali con donne trans, tale protesta però è altamente snobbata e ridicolizzata dagli uomini eterosessuali.